# Ameiva reticulata
Espèce
Ameiva reticulata est une espèce de sauriens de la famille des Teiidae.

## Répartition
Cette espèce est endémique de la région de Huancavelica au Pérou. Elle se rencontre dans le district de Surcubamba dans la province de Tayacaja vers 1 411 m d'altitude de la vallée Seco del Mantaro.

## Publication originale
- Landauro, García-Bravo & Venegas, 2015 : An endemic new species of Ameiva (Squamata: Teiidae) from an isolated dry forest in southern Peru. Zootaxa, no 3946 (3), p. 387–400.